# Festuca hercegovinica
Festuca hercegovinica är en gräsart som beskrevs av Markgr.-dann. Festuca hercegovinica ingår i släktet svinglar, och familjen gräs. Inga underarter finns listade i Catalogue of Life.